# 南非體育聯合會暨奧林匹克委員會
南非體育聯合會暨奧林匹克委員會（SASKOK，SASCOC）是南非的國家奧林匹克委員會、國家帕拉林匹克委員會以及體育部門。該組織於1991年成立，是國際奧林匹克委員會及非洲國家奧林匹克委員會聯合會的成員。1992年，南非在宣布逐步結束種族隔離制度後獲准重返奧運會，並派員參加同年的巴塞隆納奧運。
現時，南非體育聯合會暨奧林匹克委員會的總部設在最大城市約翰內斯堡，主席是吉迪恩·山姆（Gideon Sam）。

## 歷史
1957年，南非奧運暨國協運動協會（South African Olympic and Commonwealth Games Association，SAOCGA）禁止黑人選手加入國家代表隊。國際奧林匹克委員會在1959年提出質疑，南非政府則回答，沒有黑人選手符合奧運參賽資格，因此國家代表隊成員沒有黑人。
時任國際奧委會主席艾弗里·布倫戴奇認為種族隔離制度屬南非內政，而運動不應該扯上政治，因此南非仍獲准參加1960年羅馬奧運，不過南非國家代表隊全是白人選手。同年，南非也首度參與冬季奧運。直到1962年，當時的南非內政部長約翰尼斯·戴克拉克宣布，不論是南非境內或代表國家到海外比賽的隊伍，一律禁止有黑人選手。此時，國際奧委會才認知到問題的嚴重性。
1964年8月12日，國際奧委會為了實踐奧林匹克精神，決定禁止實行種族隔離制度的南非參與1964年東京奧運。自此南非合共缺席了七屆奧運，時間長達28年。
為了能夠重返奧運，南非承諾讓黑人選手出賽1968年墨西哥城奧運。國際奧委會派出調查小組評估，認為南非已受到教訓，可以重返1968年奧運。但調查小組的評估卻引起許多非洲國家不滿，更宣稱要抵制該年的奧運，而美國非裔運動員及東歐國家亦揚言不參賽，最終國際奧委會決定維持對南非的禁賽令。這場抵制行動持續延燒到1972年慕尼黑奧運，國際奧委會意識到應該做個了斷，並交由全體會員國投票表決，將現今南非奧委會的前身——南非國家奧林匹克委員會（South Africa National Olympic Committee，SANOC）開除會籍。
不過南非仍能參與帕運，直到1985年才被國際帕拉林匹克委員會除籍。1988年，國際奧委會發表宣言，強調要對抗運動場合上種族隔離的不公平待遇，並組成特別委員會尋求解決之道。1991年，時任南非國家總統弗雷德里克·威廉·戴克拉克宣布將逐步廢除種族隔離制度，重組後的南非體育聯合會暨奧林匹克委員會獲國際奧委會接納，並在1992年巴塞隆納奧運上重返國際體育盛會。

## 外部連結
- Official website （页面存档备份，存于）